# Lemahduwur (Kuwarasan)
Lemahduwur is een bestuurslaag in het regentschap Kebumen van de provincie Midden-Java, Indonesië. Lemahduwur telt 2983 inwoners (volkstelling 2010).